# Viktor Semënovič Abakumov
Viktor Semënovič Abakumov (in russo: Виктор Семёнович Абакумов; Mosca, 24 aprile 1908 – Leningrado, 18 dicembre 1954) è stato un politico e generale sovietico.

## Biografia
Dal 1943 al 1946 capo del GURK (Direttorato Centrale del Controspionaggio), meglio noto come SMERŠ, presso il Commissariato del Popolo per la Difesa dell'Unione Sovietica, e dal 1946 al 1951 Ministero della Sicurezza dello Stato o MGB (ex NKGB: a tal proposito, si veda la cronologia delle polizie segrete sovietiche). Abakumov era noto per essere un ufficiale brutale, disposto a torturare i prigionieri con le proprie mani.
Abakumov nacque a Mosca nel 1894 (secondo altre fonti, nel 1896 o nel 1908). Entrò nell'organizzazione sovietica della sicurezza (il JSPD del SNK dell'URSS) nel 1932 e cominciò a lavorare nel Dipartimento Economico (EKO) in uno degli uffici distrettuali periferici dell'OGPU a Mosca. Nel 1933, fu trasferito al quartier generale di Mosca dell'OGPU (Lubjanka) al Direttorato per l'Economia (EKU-OGPU).
Nel 1934, dopo la riorganizzazione degli apparati di sicurezza (l'OGPU venne unito all'NKVD, divenendo GUGB), Abakumov cominciò a lavorare nella 1ª Sezione del Dipartimento di Economia (EKO) del Direttorato Centrale della Sicurezza dello Stato del NKVD. Il 1º agosto 1934 fu trasferito al Direttorato Centrale dei Campi e delle Colonie di Lavoro, meglio noto come GULAG, dove servì fino al 1937, principalmente come ufficiale operativo nella 3ª sezione del Dipartimento di Sicurezza del GULAG del NKVD. Nell'aprile 1937 Abakumov venne spostato al 4° Dipartimento (OO) del GUGB del NKVD, dove lavorò fino al marzo 1938.
Dopo la successiva riorganizzazione della struttura del NKVD nel marzo 1938, divenne assistente del capo del 4º Dipartimento del 1º Direttorato del NKVD, quindi dal 29 settembre al 1º novembre 1938 ricoprì l'incarico di assistente di P.V. Fedotov, a capo del 2º Dipartimento (Dipartimento Politico Segreto, SPO) del GUGB del NKVD e poi ancora, fino alla fine del 1938, a capo di una delle sezioni del SPO. Abakumov sopravvisse alla Grande Purga, in quanto vi prese parte attiva. Eseguì ogni ordine senza scrupoli, probabilmente mettendosi così al sicuro dal plotone di esecuzione.
Verso la fine di dicembre del 1938, Abakumov venne spostato da Mosca a Rostov, dove divenne velocemente il capo dell'UNKVD per la regione di Rostov (il capo del NKVD locale). Tornò al quartier generale di Mosca il 12 febbraio 1941, come Maggiore della Sicurezza dello Stato, e dopo la riorganizzazione e creazione del nuovo NKGB divenne uno dei vice di Berija, al tempo Commissario del Popolo per gli Affari Interni (capo del NKVD).
Il 19 luglio 1941 divenne capo del Dipartimento Speciale (OO) del NKVD, responsabile per il Controspionaggio e la sicurezza interna nell'Armata Rossa. In questa posizione, dopo l'attacco della Germania nazista all'Unione Sovietica e le sconfitte subite dall'Armata Rossa, su ordine di Stalin condusse la repressione tra gli ufficiali dell'Armata Rossa accusati di tradimento e codardia. Per qualche tempo (precisamente dal 19 aprile al 20 maggio 1943), Abakumov fu uno dei vice di Stalin nel ruolo di Commissario del Popolo per la Difesa dell'URSS.
Nell'aprile 1943, quando venne creato il Direttorato Principale del Controspionaggio del Commissariato del Popolo per la Difesa dell'URSS, meglio noto come SMERŠ, Abakumov venne messo a capo di questa struttura, con il grado di Commissario di 2º grado per la Sicurezza dello Stato, e mantenne il titolo di vicecommissario per la Difesa. Nel 1946 venne nominato capo del Ministero per la Sicurezza dello Stato (MGB), sotto la supervisione di Berija, sostituendo V. N. Merkulov. In questo ruolo fu responsabile della repressione del 1949, nota come "affare di Leningrado", in cui vennero giustiziati i membri del Politburo N.A. Voznesenskij e A.A. Kuznecov.
Alla fine del 1952, il vicecapo dell'MGB, Rjumin, scavalcò Abakumov, rivolgendosi direttamente a Stalin, per riferire a proposito di quello che divenne noto come "complotto dei medici". Come risultato, Abakumov venne arrestato ed anche Berija si trovò in pericolo. Con la morte di Stalin nel marzo 1953, il complotto dei medici venne messo a tacere. Rjumin venne arrestato, processato e condannato a morte. Nonostante questo, Abakumov non venne liberato: in un secondo momento venne processato per il suo ruolo nell'affare di Leningrado e fucilato il 18 dicembre 1954.

## Onorificenze
- secondo il verdetto della corte del 19 dicembre 1954 e con un decreto del Soviet Supremo dell'Unione Sovietica del 14 novembre 1955 venne spogliato di tutte le sue onorificenze